# Anna Olsson (Skilangläuferin)
Anna Viktoria Olsson, geb. Dahlberg (* 1. Mai 1976 in Gudmundrå in der Gemeinde Kramfors) ist eine ehemalige schwedische Skilangläuferin.

## Werdegang
Von 1997 bis 2010 startete Olsson sie im Weltcup. Bei den Olympischen Winterspielen 2002 war sie in fünf Wettbewerben am Start, kam in den Einzeldisziplinen aber nicht über Platz 33 im Sprint hinaus, in der Staffel wurde sie Zwölfte. Vier Jahre später in Turin wurde sie zusammen mit Lina Andersson Olympiasiegerin im Team-Sprint und verpasste mit der Staffel als Vierte knapp einen zweiten Medaillengewinn. Auch im Sprint konnte sie als Zehnte ein gutes Ergebnis erzielen. Zusammen mit Andersson gewann sie auch die Silbermedaille im Team-Sprint bei der Nordischen Skiweltmeisterschaft 2009.

## Siege bei Weltcuprennen

### Weltcupsiege im Einzel
| Nr. | Datum           | Ort   | Disziplin             |
| --- | --------------- | ----- | --------------------- |
| 1.  | 4. Februar 2006 | Davos | 1 km Sprint klassisch |

### Etappensiege bei Weltcuprennen
| Nr. | Datum         | Ort       | Disziplin               | Rennen              |
| --- | ------------- | --------- | ----------------------- | ------------------- |
| 1.  | 17. März 2010 | Stockholm | 1,1 km Sprint klassisch | Weltcup-Finale 2010 |

### Weltcupsiege im Team
| Nr. | Datum             | Ort         | Disziplin          |
| --- | ----------------- | ----------- | ------------------ |
| 1.  | 22. November 2009 | Beitostølen | 4 × 5 km Staffel 1 |

## Privates
Sie ist mit Johan Olsson verheiratet und lebt in Östersund.